# Sannex
Sannex är ett grammisvinnande dansband. Bandet består av sångaren och gitarristen Andreas Olsson, trummisen Simon Westerberg (som har ersatt Micke Norsten), pianisten Patrich Rundström och basisten Peter Brodin. År 2021 deltog de i Melodifestivalen med låten "All inclusive".

## Historia
Bandet bildades som ett skolprojekt 1977. Vid mitten av 1980-talet var det ett sexmannaband, som satsade på en proffskarriär. 1987 blev Sannex kompband åt Ann-Louise Hanson och i november det året blev det ett heltidsdansband, efter att i fem veckors tid ha jobbat med Ann-Louise på Restaurang Cabaret i Stockholm. 2013 tog sångaren Andreas Olsson över bandet och de har sedan dess vunnit bland annat fyra Guldklavar på tre år, en Grammis, medverkat i flera tv-program, till exempel Allsång på Skansen 2017 och  2018. 

## Nuvarande medlemmar
- Andreas Olsson - sång och gitarr
- Simon Westerberg - trummor och sång
- Patrich Rundström - piano och sång
- Peter Brodin - bas och sång

## Tidigare medlemmar
- Jon-Emil Oscarsson - Bas, sång
- Christian ”Mini” Olsson - bas och sång
- Stefan Karlsson - piano, akustisk gitarr och sång
- Andreas "Lill-Klas" Andersson - bas, sax och sång
- Jenny Sahlén
- Hans Plahn - trummor
- Chris Andersen - sång och gitarr
- Johan Olsson - trummor
- Mattias Eklund - saxofon och keyboard
- Magnus Meinert - sång, gitarr och keyboard
- Tony Westland - sång, Keyboard, saxofon
- Björn Norbäck - trummor
- Rickard Cox - trummor
- Jörgen Hållen - bas, sång
- Lars Johansson - keyboards, sång, sax
- Per-Håkan Helen - gitarr, sång
- Ronny Öberg - keyboards, sång
- Jonas Wennman - gitarr, sång, sax
- Roger Bergstrand - sång, keyboard
- Mikael Helén - Trummor

## Diskografi

### Album
- Om du säger som det är - 1990
- Kvällen är över - 1993
- Vem slår ditt hjärta för - 1993
- Kärlekens klockor  - 1994
- Mr Dee Jay - 1997
- Din i natt - 2001
- Angelina - 2003
- Live 2005 - 2006
- Vem får följa med dig hem - 2006
- Live - 2008
- Live på sta'n - 2009
- Får jag lov - 2011
- Tillbaka till framtiden - 2012
- Jag vill leva - 2014
- Vill ni ha en till - 2015 (livealbum)
- Din sida sängen - 2016
- Crossroads - 2018
- Sannex live 2020 (livealbum finansierat via Kickstarter)

### Singlar
- I kärlekens namn - 1990
- Kvällen är över - 1992
- Precis som Ferdinand - 1992
- Tre tända ljus - 1993
- Ge mig ljus - 1994
- Kärlekens spel - 1994
- Ge mig all din kärlek - 1995
- Glöm inte bort varann - 1995
- Höstens sista ros - 1997
- Vem får dina kyssar i kväll - 1997
- I kväll ska allting hända - 1999
- Ingen kan bli, som du - 2000
- När sommaren vänder åter - 2000
- Om du visste vad jag saknar dig - 2001
- Om jag bara vågar - 2001
- Ta emot min hand - 2001
- Angelina - 2002
- Cyberfriend - 2003
- Vi tänder ett ljus - 2003
- Stanna hos mig - 2004
- Jag är rädd för dig - 2006
- Julefrid - 2006
- Vem får följa med dig hem - 2006
- När han kommer hem - 2007
- Försent för ett glas (Too Late to Be Drinkin') - 2008
- Här tillsammans - 2008
- Allt jag vill ha - 2009
- Vi har sålt vår husvagn - 2013
- Lugn efter en storm (Duett med Drifters) - 2014
- Stanna tiden - 2014
- Campingturné - 2015
- IRL (In real life) - 2016
- Med fara för livet - 2016
- Tills jag kommer hem (Duett med Casanovas) 2016
- Du och jag mot världen (Duett med Perikles) 2017
- Jag é stark - 2017
- Slå mig hårt i ansiktet 2017
- Tajta jeans 2017
- Heartaches & Highways 2018
- Julen är här (Cover) 2018
- Låsas som att det regnar (Skånsk version) 2018
- Allt som jag önskat (I samarbete med Tjänstepensionens dag) 2019
- Det är då gitarren kommer fram (Andreas Olsson & Sannex) 2019
- Varför (Duett med Hasse Carlsson från Flamingokvintetten) 2019
- En sommar i Sverige igen 2020
- Vi är starka 2020
- All Inclusive 2021 (Melodifestivalen 2021)

## Melodier på Svensktoppen
| År   | Låttitel                       | Högsta placering | Antal veckor | Ref   |
| ---- | ------------------------------ | ---------------- | ------------ | ----- |
| 1993 | "Kvällen är över"              | 5                | 6            | [ 2 ] |
| 1993 | "Vem slår ditt hjärta för"     | 6                | 5            | [ 2 ] |
| 1994 | "Tre tända ljus"               | 6                | 2            | [ 3 ] |
| 1996 | "Ge mig all din kärlek"        | 7                | 2            | [ 4 ] |
| 1997 | "Vem får dina kyssar i kväll?" | 4                | 4            | [ 5 ] |

### Testade på svensktoppen (Låtar som inte hamnade på listan)
- I Kärlekens namn -1990
- Ingen kan bli som du -2000
- Stanna hos mig-2004
- Stanna tiden-2014
- Jag e´ Stark-2017
- Heartaches & Highways - 2018

## Utmärkelser
- 2014: Guldklaven för årets dansband.[6]
- 2015: Guldklaven för årets dansband.[7]
- 2016: Guldklaven för årets album (Din sida sängen).[8]
- 2017: Guldklaven för årets låt ("Jag é stark").[9]
- 2018: Guldklaven för årets låt ("Heartaches & Highways").[10]